# We Could Be The Same
A We Could Be The Same (magyarul: Lehetünk egyformák) egy rockdal, mely Törökországot képviselte a 2010-es Eurovíziós Dalfesztiválon Oslóban. A dalt a török maNga együttes adta elő angol nyelven.

## Az Eurovíziós Dalfesztivál
A dalt a TRT köztelevízió belső kiválasztási módszerrel választotta ki, 2010. március 3-án. A török tévé 2006 óta minden dalát egy zsűri segítségével választotta ki.
Az Eurovíziós Dalfesztiválon a dalt először a május 27-én rendezendő második elődöntőben adták elő, a fellépési sorrendben tizenhetedikként a grúz Sopho Nizharadze Shine című dala után, utolsóként. Az elődöntőben 118 ponttal az első helyen végzett, így továbbjutott a döntőbe.
A május 29-én rendezett döntőben a fellépési sorrendben tizennegyedikként adták elő a grúz Sopho Nizharadze Shine című dala után, és az albán Juliana Pasha It’s All About You című dala után. A szavazás során 170 pontot szerzett, három országtól – Azerbajdzsántól, Horvátországtól és Franciaországtól – begyűjtve a maximális 12 pontot. Ez a  második helyet jelentette a huszonöt fős mezőnyben.
A következő török induló a Yüksek Sadakat együttes Live It Up című dala volt a 2011-es Eurovíziós Dalfesztiválon.

## Slágerlistás helyezések
| Slágerlisták (2010) | Lh.* |
| ------------------- | ---- |
| Svájc               | 56   |
| Svédország          | 29   |

*Lh. = Legjobb helyezés.